# 銀河騎士傳
《銀河騎士傳》（日语：シドニアの騎士），是日本漫畫家貳瓶勉的漫畫作品，於講談社《月刊Afternoon》連載，在2015年勇奪第39回講談社漫畫賞一般部門大賞。2014年首度改編為電視動畫，並獲得《Newtype》動畫大賞2014屆機械設計獎第六名；動畫片頭曲也在該年榮獲第19回動畫神戶賞主題歌賞。
第二季「第九行星戰役」於2015年4月11日播出，而且全程改採「預先配音」（日语：プレスコ）方式製作。
另一方面本編續推出兩部電影動畫。

## 故事
故事發生於被稱之為奇居子的謎之生命體將太陽系破壞後1000年的世界，航行在宇宙中，持續人類的繁殖與生產的播種船「希德尼婭」。主角谷風長道作為人型兵器「衛人」的操縱士訓練生，跟伙伴們一起與奇居子戰鬥，以及发生在「希德尼婭」背后各种明流暗涌的事件。

## 登場人物

### 衛人操縱士
谷風長道（聲：逢坂良太）
本作主角，曾與爺爺兩人一同居住在希德尼婭最下層（地下）。在爺爺死後經過3年，儲藏的糧食已經一無所剩，因此違背爺爺的遺言來到上層部。上層部是與無人的下層部迥然不同的居住區，長道因為從糧食庫中偷米而遭到逮捕。隨後在希德尼婭艦長的庇護下，成為衛人操縱士的第628期訓練生。出生等相關來歷被當作極機密處理，只有極少部份的人才知情。
與現在的希德尼婭人不同，無法進行光合作用，因此需要頻繁的攝取食物。另一方面，擁有驚人的自我治癒能力，就算身陷瀕死的重傷或是意識不明等狀態，也可以自己恢復。
在訓練生時期就被付與歷史名機「繼衛」，並且作為繼衛的專屬操縱士進行實戰。在戰鬥時擁有優秀的判斷力與行動力，雖然有點專斷獨行，但卻能獲得許多戰果，因而成為希德尼婭的王牌，機體編號為「704」。
真實身份是為了在上次與奇居子的戰爭「第四次奇居子防禦戰」中的英雄齋藤廣樹，在14年前依照艦長小林的指示所製作的換裝用複製人。由於經過基因改造，並不需要像不死船員會的成員一般需要使用藥物，與生俱來就不會老化。廣樹並不認同為了讓自己換裝延命而犧牲複製人，於是奪走尚在培養途中的長道後，逃到居住區外的複雜管線區中，長道就在這被廣樹養育長大。
從小就由廣樹教授衛人操縱士所需的技術，6歲的時候在假想訓練裝置上的記錄就已經超越了作為師父的廣樹。因為除了不死船員會的成員之外，不死是不被允許的，所以被加上了「必須出戰每場對奇居子戰鬥」的嚴苛條件(對奇居子戰鬥的生還率極低)。由於小林是少數知情的人士，所以給予了許多幫助，但是長道本人並不知情。
因為長時間與廣樹兩人過著與世隔絕的生活，所以完全沒有在希德尼婭上所需的基本知識，個性也如同小孩子一般純樸。並沒有與同年齡的同性及異性交流的經驗，所以對他人的心情有點遲鈍，一直都不擅長注意他人的心情。但卻是只要伙伴一陷入危機後，就會奮不顧身的前去救助的勇敢之人。
最初與星白閑互有好感，並且被伊札那與綠川纈喜歡但自身並無察覺，後來與白羽衣紬在日常中漸漸產生感情，在63話向紬告白，結尾與紬育有一女。
星白閑（聲：洲崎綾）
第628期衛人操縱士訓練生副代表。與長道同時被任命為正規操縱士。機體編號為「702」。
在長道上到上層部之後，屢屢與長道相會。在穎剌回收任務時，由於奇居子攻擊導致機體暴走，無法自己回到希德尼婭。雖然長道在得知後前來救援，但是兩人卻不得不一起渡過了3週的飄流生活。但是星白也因為這件事，而對長道產生好感，並且開始加深彼此的關係。
在討伐連結型奇居子的時候，為了拯救被岐神所陷害的長道，遭到奇居子捕食而戰死，長道也因為這件事在心裡留下了深深的傷痕。
胞衣星白
奇居子藉由胞衣重現的星白，不只外表連內部也一起被重現，在構造上與人類相同。而且幾乎連同星白的記憶與人格也一起重現，因此只對長道有反應。到目前為止有2個個體被保存在希德尼婭中。其中一個是在破壞氣體行星時所出現的衛人型奇居子（奇491），由長道切離後回收，後來交給岐神開發作為融合個體的母體。另一個則是在行星九號救出偵察部隊的時候，侵入到長道機體駕駛艙中的紅天蛾（奇490），之後遭到切离本体的胞衣個體，在破壞本體之後受到保存，也曾經考慮與之前的個體一樣，要做為母體來使用，最終話給白羽衣紬用作延續生命的載體。
科戶瀨伊札那（聲：豐崎愛生）
衛人操縱士訓練生，比長道稍晚被任命為正規操縱士，機體編號為「723」。
長道開始在上層部生活後的第一個朋友，伊札那是被稱作「中性」的兩性具有者，長相也很中性。雖然所穿的制服較接近女用（穿著的是代替裙子的褲裙），使用的卻是男用更衣室（有隔間板）。具有為了伙伴挺身而出的勇氣，以及溫柔的優點。
在戰鬥的時候失去了右手與左腳，但是以生體再生太浪費時間為理由，改裝機械式的義手與義足。在剛改裝義肢的初期，常常因為調整的關係，捏爆長道的手臂，之後變得能夠靈活的操作10根手指的義手。
見到把長道當作異性看待的星白與綠川纈之後，有著複雜的心情。與追求長道的綠川纈常常發生爭吵，但是大木頭的長道卻沒有發現兩人的爭風吃醋。
之後與長道在外周壁的家中同居，在行星「九號」被長道救回之後，身體開始女性化。
伊札那改用義肢後，能夠操作機械複雜的裝備，伊札那的衛人進而改裝新型的感知系統，功能是可以把精神轉移到機體的雷達上，偵測範圍更遠，但對於不可視化的奇居子在辨識上還是有一定的難度，而那台衛人則成為伊札那專用機，往後在討伐戰的隊伍中擔任感知型的操縱士職位。
岐神海苔夫（聲：櫻井孝宏）
第628期衛人操縱士訓練生代表。與長道同時被任命為正規操縱士。機體編號為「701」。
在衛人的假想訓練裝置上的成績為第1名，並且在訓練生時代作戰時擔任班長。
在長道剛上到上層部時，曾被海苔夫一拳擊倒。海苔夫似乎對繼衛有著執念，並常常與突然出現搶走繼衛操縱權的長道發生衝突。
因為出身於名門，所以自尊心非常高。岐神家為經營岐神開發的當權者，海苔夫則為繼承第九代的少爺。對外雖然都偽裝成優等生的模樣，但其實是高傲的陰謀家。辱罵長道與伊札那為「亞人種」，從這一點就可以看出海苔夫的階級意識。身旁時常帶著女性同伴，也有花花公子的一面。
在被任命為正規操縱士之後，雖然裝做把往事付諸流水的樣子，但是實際上卻非常嫉妬駕駛繼衛而大出風頭的長道，在連結型奇居子的討伐戰中陷害長道，導致星白戰死，為此在與重現星白閑與其機體的奇居子「紅天鵝」戰鬥時一度精神崩潰。
之後得知了岐神家代代保管著過去曾引發重大事故之人「落合」的補助腦。在父親死後辭掉衛人操縱士，並且繼承岐神開發。隨後陷入被復活的東亞重工超越的糾葛之中，因此解開了岐神家也被禁止進入的落合研究室的封印。最後遭到落合以希德尼婭血線蟲奪取意識。
在融合個體彼方暴走事件後陷入昏迷，被帶去治療並清除了體內的血線蟲，清醒後雖然對被落合奪取意識的那段時間完全沒有記憶，但後來去探視海蘊的時候，與科戶瀨由蕾交談才了解事情的原委，心中對之前發生的往事無比愧疚。時值與大眾合船交戰的前期，大部分主力都派往前線移動，希德尼婭又因為無法探查到不可視化的奇居子而遭到偷襲，所以海苔夫向司令部請願駕駛衛人保護希德尼婭以贖罪，同時也達成想駕駛繼衛的夢想。
綠川纈（聲：金元壽子）
衛人操縱士訓練生，在長道被任命為正規操縱士的時候，途中編入成為第628期訓練生，是赤井班中綠川(後述)的妹妹。
對於替哥哥報仇的長道感到興趣，雖然常常採取露骨的大膽行動接近長道，但是下場通常都是碰壁。把與長道親近的伊札那視為情敵。
由於適合性非常高被破例由操縱士訓練生拔擢為司令官輔佐(司令輔)，在艦長之下指揮對奇居子的戰鬥，往往需要面臨嚴苛的選擇，由於任務需要一直注意奇居子的位置，所以特別訂做了一個附有雷達的攜帶型裝置。
因為司令輔擁有相當高的權限，所以住進了長道在一般船員無法居住的外周壁的家。
另外，綠川纈還有製作塑膠模型的興趣，常常跑到模型專門店買東西。
在漫畫最終話，綠川纈以機械與生體融合轉變為男性身體，與科戶瀨伊札那終成眷屬。

### 仄姐妹
在人工羊水中急速成長的11名複製人姐妹，全員都是衛人操縱訓練人。雖然外表的年齡與智慧與其他訓練生相同，但是實際上的年齡只有5歲左右。由於是複製人的關係，因此全員的長相全都一樣，讓別人無法分辨。或許是經過基因改造，擁有相當高的體能，後面更增加到22名姐妹。
在動畫中所有人的聲優都是由喜多村英梨所擔任，在聲音上只有稍微加上一點點變化。
仄焰
衛人操縱士訓練生。仄姐妹的長女，姐妹中的訓練成績最為優秀（衛人假想訓練得到僅次於岐神、星白的第3名）。與長道同時被任命為正規操縱士，機體編號為「703」。
還對船內不習慣的長道在迷路闖進女子光合作用室（更衣室）的時候，曾經遭到仄焰肘擊臉部而昏倒。仄焰在討伐連結型奇居子的時候身負重傷，後來才復元。隨後又將迷路闖進女子光合作用室的長道，連同門一起踹飛。
由於先前「連結型奇居子討伐戰」誤會了星白是長道害死的事情，加上長道好幾次誤闖女子光合作用室的而把他揍飛的事件，經過煉的協調，曾有好幾次想跟長道道歉，但又因為難以啟齒而怯場。
在動畫第二季第七集好不容易下定決心要好好當面道歉，接受煉的提議，帶著飯糰到長道當天值班的值班室，正當要開門時，被剛好也有事要找長道的莎瑪莉打擾，焰不想被發現因而躲藏到天花板上方的管線。
仄煉
衛人操縱士訓練生，在焰受傷脫離戰線的時候，被任命為正規操縱士，機體編號為「706」。
在仄姐妹中屬於對長道較為溫柔的人，在長道與焰之間擔任負責斡旋的角色。
仄烽
衛人操縱士訓練生，與煉一起被任命為正規操縱士，機體編號為「705」。
在氣體行星被破壞後出現的衛人型奇居子（奇490，也就是變種星白機）與之交戰，和煉進行聯合攻擊，但是速度上差異太大，被奇490從背後抓到弱點，隨後機體被破壞而戰死。
仄爐
衛人操縱士訓練生，在衛人假想訓練中獲得第4名的成績，機體編號為「707」。
之後似乎也成為了正規操縱士，在小鵝笛攻略戰時曾經出現過。
仄燿
衛人操縱士訓練生，一位也是劇情沒交代的姊妹之一，機體編號為「708」。
曾經在討伐奇居子542時出現過（第一季的動畫11、12集）。
仄炒
在姐妹中排名第22的妹妹，衛人操縱士訓練生。據說在姐妹中也算是非常優秀，但是在實戰時情緒並不穩定，初陣就被抓進眾合船戰死。
隨後被眾合船釋出，雖然生體資料被認定為仄炒，但是身高卻高達17公尺。实际是仄炒在戰死後被奇居子藉由胞衣重現，並保有仄炒生前的記憶與意識。
藉由胞衣重現的仄炒從眾合船逃離後，使用通話線路與水城聯絡並要求衛人接應，同時間眾合船也釋出另外一位被奇居子捕獲，並且藉由胞衣重現的衛人和操縱士，但對方身上的胞衣已經嚴重變形，因此仄炒才意識到自己也是奇居子而崩潰，之後隨即被「仄炒早已戰死」覺悟的仄煉給擊破。
在劇場版《織愛之星》中，则改为活躍於水城的資源作戰，出現在第15分鐘與第16分鐘51秒的出擊人員列表中，機體編號208。
其他尚未出現的仄姊妹
仄爆
仄煌
仄燈
仄燠
仄燎
劇場版織愛之星中出場，唯一有台詞的妹角色，為谷風介紹其他妹妹們。是焰等人提前一年出生的妹妹們，但由於壓縮技術進步,已經可以擔任衛人操縱士。機體編號927。
仄煽
仄燻
仄燐
仄燧
仄炯
仄燃
仄燥
仄燭
仄熾
仄烙
仄燗

### 赤井班
被稱為希德尼婭最強的小隊，雖然在這次的奇居子戰爭中的第一次奇居子討伐戰中出擊，但是不敵奇居子而遭到全滅。每個成員的機體都擁有各自的塗裝。
赤井持國（聲：齊藤壮馬）
衛人操縱士，討伐隊的班長。機體顏色為紅色，機體編號為「01」。
在重力祭最後一天的衛人模擬戰「重力杯」中，達成13連霸並且是最年青的記錄保持者，擁有相當高的實力。達成13連霸的最後一個對手就是岐神，毀掉岐神想要更新最年青紀錄的可能。
在討伐奇居子之前，招待長道與伊札那到「拉普達」參加聚餐，個性相當平易近人。在短暫的休息後，隔天就在與奇居子的戰鬥中戰死。
百瀨日向（聲：五十嵐裕美）
衛人操縱士，討伐隊成員中唯一的女性。機體顏色為粉紅，機體編號為「02」。
赤井的戀人，看到赤井戰死後精神錯亂，隨後戰死。
青木柏手（聲：松本忍）
衛人操縱士，討伐隊的成員之一。機體顏色為藍色，機體編號為「03」。
與綠川聯合，雖然試著以穎剌攻擊奇居子，但是被觸手攻擊後戰死。
綠川出雲（聲：鈴木裕斗）
衛人操縱士，討伐隊的成員之一。機體顏色為綠色，機體編號為「04」。
在衛人摸擬戰鬥中，使用海依格斯粒子砲互擊的技術似乎在希德尼婭中首屈一指。在奇居子討伐戰中，原本使用海依格斯粒子砲成功讓奇居子的本體露出，但是持有穎剌的青木已經被打倒，沒能殺死奇居子。最後為了掩護追向奇居子的百瀨而戰死。

### 莎瑪莉班
擁有僅次於赤井班實力的小隊。
莎瑪莉 伊丹（聲：田中敦子）
衛人操縱士，莎瑪莉班的班長，機體編號為「005」。
勝過男生的女丈夫，在男性操縱士中也相當受歡迎，但是本人並不在意。在部份船員中流傳著「在戰鬥中成功助攻3次的話，就可以獲得與莎瑪莉單獨兩人進行光合作用的權力」的謠言（疑似是勢威一郎所放出以鼓舞男性操縱士的），現實中也有為此而燃起熱情的操縱士。雖然本人予以否定，但是對於相信謠言的操縱士沒什麼效果的樣子。常常被弦打當作開玩笑的題材，在作品中也是屈指可數的巨乳。
在第二季第七集動畫，邀請長道到居酒屋陪她喝酒、訴苦，因長道說「如果不介意的話，我可以隨時聽妳訴苦」的話而稍微對長道心動，當下以很小聲的聲音說「谷風我想進行光合成了」，暗示可以跟長道一起進行光合成，但長道隨即喝醉睡著。
弦打攻市（聲：鳥海浩輔）
衛人操縱士，莎瑪莉班成員。機體編號為「007」。
常常得意忘形而說話輕浮，常常對莎瑪莉、紬、佐佐木開下流的玩笑，但是馬上會被還以顏色。
另一方面在莎瑪莉無法出擊的時候擔任班長，發揮出優秀的射擊技巧，操縱衛人的技巧相當高明。
土浪（聲：山下吉光）
衛人操縱士，莎瑪莉班成員。機體編號為「006」。
僅次於戰死的綠川自負為砲擊戰的高手，在回收穎剌任務時戰死。

### 其他衛人操縦士
山野榮子（聲：森奈奈子）
衛人操縱士訓練生，由於自己是在經過重重的努力後才獲得選拔成為訓練生，所以對於因特殊條件(例如中性等條件)成為訓練生的長道與伊札那非常反感。在伊札那提議掃除掌位的厄運時，拒絕握手。
在採集冰塊的任務時，被突然出現的奇居子捕食而戰死。
山野稲汰朗（聲：內田雄馬）
衛人操縱士訓練生，機體編號809，山野稲汰朗是山野榮子的弟弟，當山野榮子初陣被奇居子捕食時，稲汰朗那時還只是一個小孩子，因為奇居子捕食榮子，並模仿和重現榮子的姿態這件事情，一直不斷被其他同儕以「你的姊姊是奇居子」的理由取笑和排擠，對於還是幼時的稲汰朗來說是一個很大的打擊。
長大後，為了替姊姊榮子報仇而成為衛人操縱士訓練生，出現時間點是在大眾合船戰爭時期，因希德尼婭被不可視化的奇居子突襲，正要駕駛衛人防禦時，遇到神智已經恢復而且也是為了防禦希德尼婭而出擊的海苔夫，與海苔夫交談過後，海苔夫才知道到稲汰朗是榮子的弟弟，並表示理解替榮子報仇一事，自此之後岐神就成為山野班的一員。
鈴木
6世紀前的衛人操縱士，與齊藤、小林、西山等人駕駛衛人調查謎樣建物，被奇居子捕食而戰死，小隊編號為「1」。
春日亮平
間薫
右田
濱形浬（聲：上村祐翔）
衛人操縱士訓練生，劇場版織愛之星中出場。
端根色葉（聲：水瀨祈）
衛人操縱士訓練生，劇場版織愛之星中出場。

### 融合個體
奇居子與人類融合後，同時擁有奇居子強韌的肉體以及人類心靈的究極生命體。
由於以前由落合製造出的個體引起幾乎毀滅希德尼婭的暴走事件，在落合奪取岐神的意識後，創造出由個體外部控制意識的方法。雖然能夠單獨行動，但是在戰鬥的時候會有操縱士的人類乘坐其中。另外，過去落合所製造的個體，頭部被挖空，被當做生產人工穎的母體。
白羽衣紬（聲：洲崎綾）
使用奇491的胞衣星白的卵子，所製造出奇居子與人類融合成功的個體。擁有壓倒性的戰鬥力，在對奇居子戰中發揮出驚人的戰力。初次參戰時被誤認為敵人而遭到衛人攻擊，在陷入危機的時候，受到長道的救援，因此愛慕著長道。後來透過長道與伊札那及綠川纈構築友好關係，也因此讓紬幼小的心靈獲得安定。與人類一樣擁有心臟，這裡是唯一的弱點。
性格相當溫柔，並且禮儀端正。雖然口氣像是彬彬有禮的大人，但是幼小的心靈常常覺得寂寞，因此常常跑去找長道。這個時候紬會將觸手伸到遍佈於希德尼婭中的老舊管線裡，並使用觸手的頂端與他人交流。與科戶瀨家的貓很要好。
在恆星雷姆附近，以未完全的胞衣(受重傷)包覆長道駕駛的劫衛，以抵禦恆星溫度，被燃燒致死。後由劫衛縫隙中的細胞與人形胞衣，利用科戶瀨由蕾在海蘊身體再生發現的人格轉寫法融合，變為人類型態，幾個月後其眼睛變為雙色瞳，左白右黑，胸部也變小。
十年後在行星七號上與長道定居並育有一女，名叫長閑。
彼方
在成功製造出紬之後，落合獲得科戶瀨由蕾的協助而製作出的融合個體。除了擁有與奇居子本體相同的強韌之外，還使用了被稱為「穎」這種沒有弱點的材料製造而成。在頭部埋有落合所研究的重力子放射線射出裝置。
落合真正的目的是創造究極的生命後，再奪取其意識，將自己轉生為究極的生命體。因此對彼方忽視心靈上的教育，並且壓抑彼方的自我意識。結果在發現希德尼婭上有奇居子存在後，彼方為了想要獲得友情而伸出觸手，意外看到自己的母體胞衣星白後發生暴走。已經無法從外部控制的彼方，在發射重力子放射線射出裝置消滅奇居子，同時將行星「九號」的衛星半毀，隨後頭部被椿所貫穿而停止活動。

### 希德尼婭的工作人員與其他人
小林（聲：大原沙耶香）
擔任希德尼婭第二十八代艦長的女性，亦是希德尼婭軍的總司令。在戰鬥時擔任總指揮，被稱為不死船員會的最高級船員其中之一。
6世紀前曾經與齋藤、西山、落合等人駕駛衛人調查謎樣建物，因而發現被稱為「芽」的物質，小隊編號為「2」。
具備沉著冷靜的判斷力，時常以希德尼婭的存續作最為優先考量，抱持著為了人類的存亡不得不消滅所有奇居子的堅強信念，即使面對冷血的處置也毫不猶豫。在船內移動時，旁邊會跟著同樣戴著面具的黑西裝護衛。雖然在一般船員的面前都戴著能面的面具，但卻以真面目來面對長道，大決戰後拋棄面具。
唯一的樂趣是扮裝混入一般船員之中，曾經扮演過保健室醫生或是旅館的老闆娘在長道面前現身，被長道認出其身份時會拼命否認自己是艦長。
落合（聲：子安武人）
雖然職位不明，但是目前擔任像是艦長秘書一樣的工作。與艦長的護衛一樣身穿黑色西裝，但是並沒有戴面具。
在艦長成為長道的身家保證人之後，作為艦長的代理人照顧著長道，在長道苦於飢餓的時候，將山菜糯米飯糰送給長道。
真實身份為原版落合的複製人，並且移植了原版落合消除記憶之後的大腦。因為擁有落合的大腦，所以是唯一能夠使用「落合的輔助腦」的關鍵人物。
落合（原版）（聲：子安武人）
優秀的科學家，在6世紀之前曾經指揮過衛人小隊。因為是身體改造主義者，從眼球開始逐步把全身都改造成機械，因此不用戴頭盔也能在宇宙空間中存活，已經完全是個賽博格。
雖然是不死船員會的成員之一，並且進行對奇居子的研究，但是在100年前的「第四次奇居子防衛戰」末期，因為自己的獨斷啟動研究中的融合個體，使得該融合個體暴走，並將穎剌拋棄到宇宙空間中，導致希德尼婭被奇居子入侵失去99%人口的悲劇。此時落合卻將希德尼婭的主資料庫複製到被稱為輔助腦的私設記憶裝置後再完全刪除。所以想要從輔助腦中叫出資料的話，就一定需要落合本人的大腦。因此落合遭到生擒後就被消除記憶，並且大腦被移植到自己的複製人身上。
後來因為海苔夫誤闖落合之前封禁的實驗室，被小型機器人麻痺後，遭到希德尼婭血線蟲控制意識，落合就用海苔夫的軀體進行原本未完成的研究。融合個體彼方暴走被鎮壓後，眾人以為事情就此告一段落，但落合備用的彼方第二真身卻突然出現在希德尼婭面前，而落合本人的意識也轉移到彼方的第二真身上，讓眾人大吃一驚，當時希德尼婭內有的重力子放射線射出裝置還在充能中無法使用，落合原本可以直接摧毀希德尼婭，但丹波新輔強制將電源線插上其中一座重力子放射線射出裝置，落合受到攻擊才暫時撤退。之後希德尼婭與大眾合船交戰時期，落合就三番兩次出現干擾衛人隊與奇居子交戰，但因落合本身也無法與奇居子對話，所以成為了第三勢力。
齋藤廣樹（聲：小山力也）
對長道自稱為爺爺，目前已經亡故，據長道所說死亡時間為3年前。不過在希德尼婭的官方記錄上，17年前就已經死亡。
在6世紀之前與小林、落合、西山一起貫通奇居子的本體部份，隨後發現穎剌尖端部份的物質，並取名為穎，是人類史上首次成功討伐奇居子的記錄，小隊編號為「3」。
不死船員會的成員之一，並且是「第四次奇居子防衛戰」中的英雄。在防衛戰末期希德尼婭內部被2隻奇居子入侵的時候，駕駛繼衛打倒奇居子，但是自己換裝用的複製人也遭到破壞，隨後拒絕製作新的複製人並且失蹤。
在14年前被小林艦長發現的時候，身體已經十分老化。雖然小林立即指示製作新的換裝用複製人，但複製人才剛培養成嬰兒就被廣樹奪走，並逃往居住區之外（後來證實複製人為後來的谷風長道）。
不但擁有相當優秀的衛人操縱技術，肉身實力也相當高強，即使是處於老化的狀態，被好幾名年輕警衛包圍也能輕鬆突圍，居住區之外隱居多年將長道當成自己孫子撫養長大，同時將衛人操縱技術全部傳授給長道。
西山拉拉（聲：新井里美）
衛人操縱士與訓練生宿舍的舍監，外表是能夠說人話並且用兩隻腳步行的熊，穿著衣服過著與人類相同的生活。實際上熊的毛皮就是她的生命維持裝置，真正的身體就藏在毛皮之中，如果離開熊的毛皮就會死亡。在單行本曾經刊登過人類外表時期的插圖（第6卷第139頁），在劇場版《織愛之星》中也有短暫出現落合為拉拉安裝生命維持裝置的回憶。真正的身體相當嬌小，可以被廣樹用單手抱起，年輕時曾與落合互有好感。
因為負傷而失去右手，所以加裝了機棫式的義手。平時的個性相當敦厚，不知為何非常熱衷於照顧長道等訓練生。非常討厭被叫出名字，當面叫她名字的話就會露出野性暴怒，獨有齊藤與小林等人叫她的名字時才不會生氣。將長道當成自己孩子照顧，有時會不滿小林將討伐奇居子的工作重壓在長道身上。
原本是衛人操縱士，6世紀前曾經與齊藤、小林、落合等人駕駛衛人調查謎樣建物，因而發現被稱為「穎」的物質，小隊編號為「4」。
曾經是不死船員會的一員。與齋藤廣樹的關係十分親密，在廣樹奪走長道時給予協助，似乎因此被剝奪在船員會中發言的權力。是少數知道長道來歷的人物之一。
勢威一郎（聲：坪井智浩）
戰鬥指揮官輔佐，負責在希德尼婭本部指揮衛人部隊的作戰。
將莎瑪莉的謠言流出的始作俑者，似乎是為了提振士氣而擅自放出謠言。
後來與綠川纈交換職位，成為衛人操縱士參加戰鬥，機體編號為「026」，與長道等人混熟後就如同親切的大哥給予戰術上的指導。
科戶瀨由蕾（聲：能登麻美子）
希德尼婭中的科學家，同時擔任「外生研」的所長。在100年前提出人口增殖計畫的中心人物，準備將僅剩的417名希德尼婭人在100年內增加至50萬人。當時為了解決糧食問題，而將人類改造成能夠進行光合作用。因為能力受到肯定，而成為不死船員會的一員。
雖然是伊札那的奶奶，但是並沒有表明自己的真實身份，被認為已經活了非常久。
田寬奴美（聲：佐藤利奈）
「外生研」的女性工作人員，擔任由奇居子利用胞衣重現的星白的調查工作。之後遭到落合以名為「希德尼婭血線蟲」的寄生蟲奪取意識，而協助落合的研究工作。與山野榮子同樣都是少數被描寫出家庭生活的角色。與莎瑪莉同為屈指可數的巨乳。
因某次事件，奇居子掉落在外生研的通道外，司令部曾經有好幾次探查到有奇居子的存在卻不知道在哪，後來才查到在外生研的通道上，因為落合指使奴美要謊報這裡沒有任何問題，放任那個胞衣羽化，當時彼方和紬都感覺到希德尼婭上方有奇居子的存在，這件事情東窗事發並被處理後，遭受艦長祕書質問，在遭受寄生蟲控制意識下而開槍自殺。
佐佐木（聲：本田貴子）
東亞重工主任兼衛人整備士，身為女性身高卻非常高。
從10年前開始就一直在東亞重工持續開發十八式衛人的後繼機種（後來的十九式衛人）。因俱有歷史價值的繼衛被長道弄得破破爛爛，而責備了長道，從此之後就被長道所懼怕著。除了十九式衛人之外，也參與開發許多兵器。
與由蕾是老朋友，似乎在年青的時候曾經一起穿著華麗的禮服出遊。
丹波新輔（聲：阪脩）
具有匠人氣質的技師，與佐佐木的祖父輩相識。
以前曾經在東亞重工工作過，在十年前與佐佐木一起進行開發十九式的工作。相當認同在對奇居子戰鬥中活躍的長道。
岐神海蘊（聲：佐倉綾音）
岐神家的一員，服侍於海苔夫。
與海苔夫一起進入禁止進入的落合研究室，被小型機器人殺害。隨後被「希德尼婭血線蟲」奪取意識後復活，繼續服待於被落合奪取意識的海苔夫。曾經被落合喚作「特克希奴」。
落合為了奪取融合個體彼方後，海蘊為了掩護落合而奪取一台衛人，但是卻被守備隊擊落，頸部以下的身體近乎全毀，後來由科戶瀨由蕾進行身體重組，同時間由蕾也在海蘊的體內檢查到有血線蟲的存在。
市谷蒂露露（聲：田村由香里）
非武裝主義者所製造的人工生命體。
被奇居子消滅的雷姆星系移居者中的唯一生還者，被長道救出後，經過一番波折，現在住在長道家裡。
因為是人工生命體的關係，想法非常頑固，常常與周圍的人處得不好，但實際上很怕寂寞。
後來被任命為戰術巡防艦「水城」的操舵士。
谷風長閑（聲：香月萌衣）
谷風和紬的女兒。

## 用語

### 組織
希德尼婭（/Sidonia）
作為本作舞台的移民/戰鬥用的星際太空船（被稱之為播種船的太空城市、世代飞船），外形為被巨大八角柱所貫穿的小行星，在表面覆蓋著一層厚厚的冰塊。在經過長時間的航行與戰鬥之後，表面佈滿了無數個撞擊痕跡。全長最大為28公里。
希德尼婭於共通紀元2384年出航，自從地球遭受奇居子侵略以來，雖然有許多播種船成功的逃出太陽系，但是與航行在最近位置的星際宇宙船「阿波西姆茲」在2691年2月26日進行最後通訊之後，就再也沒有聯絡過了。希德尼婭出航紀元1009年（共通紀元3394年）11月25日的現在，已經成為完全孤立的狀態。在故事的结尾，抵达了「雷姆星系」并成功建立了新的行星殖民地，之后继续新的航程。
希德尼婭人
在希德尼婭船內生活的希德尼婭人，除了長道等特例之外，都經過基因改造而能夠進行光合作用，因此並不需要大量的食物，每週只需要進食一次即可。希德尼婭人不只能夠改造機械身軀，同時也有中性人或複製人的存在，雖然沒有基因改造的禁忌存在（澡堂裡除了男女湯之外，還有中性專用的「中湯」），但是部份船員好像還存在著偏見。在死亡後大體會被送進叫作「有機轉換爐」的設施進行分解再利用。由於希德尼亞離開地球後已經經過長久的歲月，多數人並不熟悉星球上的重力。
衛人操縱士
在希德尼婭軍中操縱衛人的戰鬥人員，正規操縱士被賦予擁有優先使用各項設施的特權。不過在出擊時的生還率在一半以下，初次上陣的生存率更低，是個相當殘酷的世界。戰死後都會舉辦隆重的葬禮。此外，操縱士一定要住在幹線移動機關附近，因此長道在選擇住家時，特別挑選能夠直通基地電梯附近的物件。

東亞重工
從衛人到各種兵器、操縱服等，負責裝備類、船內設備、備用零件等各式各樣的研究開發與生產。自從十八式衛人的生產權力被岐神開發奪走之後，規模逐漸縮小，但是因為十九式衛人的開發而復活。名稱是曾經在作者的數個作品中登場過的企業名稱。
岐神開發
原本是生產十八式衛人的大型武器開發企業，但是由於生產後繼機種的權力被東亞重工奪走，因而成為東亞重工的下游承包商。後來落合在奪取岐神海苔夫身軀之後，在落合的控制之下，成為製造融合個體的據點。
不死船員會
能夠左右希德尼婭未來的最高級船員所組成的組織，曾經立下「所擁有的知識與經驗並非屬於個人，而是屬於希德尼婭。」的誓言，並不允許成員擅自死亡。因此被許可能夠使用抑制老化的藥物，或是準備換裝用的複製人。不過只要頭部遭到貫穿就會像一般人一樣的死去，並不是真正的不死。
不死船員會的存在只有特定人士才知道，不過也已經成為都市傳說並且流傳在部份船員之間。最高級船員在一般船員面前都會戴上面具，成為身份的象徵，而非真面目。
由于小林容许了海苔夫（落合）的融合个体研究，不死船員會领导层意图将她逐出不死船員會，但被小林命令落合全部杀死。
最上級船員會
繼不死船員會發生變革之後，小林艦長決意與大眾合船戰爭時，為了討論戰術而改組的組織，實際上組成時間點待考，其中會員主要是希德尼婭一些具有權力和實力的船員，例如科戶瀨由蕾、佐佐木等人都是會員，後來長道也被小林艦長推薦進入船員會。
非武裝主義者
由於「穎剌」會招來奇居子(「穎剌與奇居子連動論」)，認為只要希德尼婭放棄「穎剌」不發動攻擊的話，奇居子就不會攻擊的團體。而且，因為長道出現後奇居子就頻繁的出現，也有勢力認為是長道將奇居子招來的。在持續與奇居子戰爭中，部份船員從希德尼婭下船，在沒有武裝的情形下移居到「雷姆星系」後滅亡。
班
衛人在戰鬥時最小的戰術單位，「赤井班」、「莎瑪莉班」等，以班長的名字作為名稱，通常來說是一個隊長和三個隊員為一個班，所以一個班總共有四個人。

### 設施
居住塔
貫穿居住區空間中心的巨大塔狀建物，由其中各住居、設施的道路與階梯所構成的錯綜複雜的立體構造，與外周壁之間有空中回廊可以橫渡。在文化上擁有許多拉麵店或澡堂等現代日本的要素。
在居住區中有「海依格斯燈」照耀著，能夠重現季節的變換。不過由於現在需要節省海依格斯粒子，所以變成冬季模式。並且為了讓熱量更有效率，推薦船員盡可能的集中居住。
外周壁
位於希德尼婭外壁最內側的土地，因此是面向著居住塔的形狀。在希德尼婭是高級居住區，即使是衛人操縱士也無法申請居住。長道為了讓紬能夠安全的來往，使用無限制居住許可證，租下了距離紬在最外面冰層的本體附近，並且舊管線非常多的房子。
拉普達
飄浮在居住區的巨大空間中的岩塊，擁有海龜般的海洋生物棲息的小規模海灘、瀑布、付有吊橋的水上小屋、模仿歐洲中世紀古城的過夜設施等散佈在其中的渡假區域。如果不是正規操縱士的話，需要有人招待才可進入。
海依格斯引導海中浮遊槽
能夠進入佔有希德尼婭四分之一的海水層的娛樂設施，在海水層中棲息著大型烏賊或水母等水洋生物。每位正規操縱士能夠招待一名同伴使用。
千秋鄉
希德尼婭還在繞行地球時，由初代艦長所建造的名勝地點，是櫻花的名勝。在巨大展望台內有對應無重力的浴池，好像只有相當高級的船員才能進入。
外生研
正式名稱為「外宇宙生命研究所」，進行奇居子的研究，以及保管胞衣的設施。位於希德尼婭外殼上的船外，如果有萬一的話，可以馬上從希德尼婭上切離，並沒有直接與船內連接。由長道所回收的，奇居子藉由胞衣重現的星白也被送到這裡。
MSCF（最嚴格警備隔離設施）
如果不是最高級船員的話，就不被允許接近的設施，保管著過去由落合所孕育出的融合個體，似乎在科戶瀨由蕾的管轄之下。

### 技術
海依格斯粒子
又译希格斯粒子（Heigus particles），但不是希格斯玻色子（Higgs Boson）
在本作中是重要的能量來源，大量存在於宇宙空間中。從推進用的「海依格斯機關」、固定武裝的「海依格斯粒子砲」、通訊用的「海依格斯通訊」等，一直到調整艦內的備「海依格斯燈」為止，使用範圍相當廣泛，是不可缺少的能源。對於奇居子而言，是生成胞衣所必需要能源，除了積存在本體內以外，使用存在宇宙空間中的海依格斯粒子的話，不管幾次都可以將胞衣再生。長道與星白在飄流的時候，也曾經展開過採集膜，嘗試擷取海依格斯粒子，但擷取速度緩慢。
安全帶
希德尼婭船員必備的個人裝備，是一種在腰帶上藉由救命繩索連結鉤子的裝備。穿著私服或套裝時也需要一直裝備著，在希德尼婭進行緊急加速等，出現重力消失的時候（會發佈重力警報），用於連接船內各處設置的安全手把來固定身體。實際出現重力消失的時候，由於來不及連接安全帶或是手把構造崩壞等原因，會出現大量的死傷者。
補助腦
用於落合的大腦的記憶補助裝置，是落合的發明品。由於落合將希德尼婭資料庫中大部份的資料複製到補助腦後，把原來的資料刪除，所以在輔助腦中封印了落合的知識，以及希德尼婭所保存的所有記錄。單獨只有補助腦的話，並沒有任何功能，想要從中抽取資訊的話，就需要經由落合本人的大腦。為了不讓資料外洩，由岐神家代代管理中。
穎/芽
由奇居子本體的中樞系統組織引起的拒絕反應而出現的物質，使用穎貫穿奇居子本體的話，就可以將奇居子打倒。在發現這個方法之前，人類沒有任何打倒奇居子的手段。由於是在謎樣的建造物中所發現的物質，在能夠人工生產人工穎之前，是相當貴重的東西。
人工穎
依據落合研究奇居子的成果，利用融合個體所進行人工生產的穎。被使用於奇居子本體貫通彈、人工穎刀等，衛人的裝備上。人工穎的出現，讓原本非常貴重的穎，變成可以用完拋棄，扭轉了人類與奇居子的戰爭。
掌位
在移動時由數台衛人將手合握後，一體化的技巧。衛人在使用掌位後，就可以提高加速力。依據組成掌位的衛人數量，稱之為「X機掌位」。基本上是由班所組成，似乎增加衛人數量就能提高性能，可以招集附近的機體組成，有時也會在出擊時由所有機體組合巨大的環。
傳說與沒有自身接觸過的對手組成掌位的話就會發生事故，所以有著組成掌位前先行握手的慣例。
緊身衣（操縱士服）
衛人操縱士所穿著，與身體密合式的太空衣。除了在操縱士負傷的時候有止痛功能或復甦功能之外，還擁有能夠用導尿管採取尿水後過濾的功能，在萬一的時候連自爆的功能都有具備。鞋底還有著能夠吸附著地板步行的設計，很少製作新款的緊身衣，現行的緊身衣都是在經過歷代的修復後，交給下一名操縱士繼續使用。不過在變更操縱士的時候，會更換其中的導尿管。
訓練生所穿著的緊身衣幾乎都是白色，只有在左上臂貼上自己的名字。頭盔部份與正規操縱士不同，是球體的形狀，每個人的設計並沒有差別。
正規操縱士雖然一樣全部都是白色的緊身衣，但是左上臂與左胸前貼有自己的名字與編號(與機體編號一樣)，頭盔的額頭部份也一樣寫有編號，隨著操縱士的不同，每個人的頭盔在設計上都有些微的差異。
假想訓練裝置
操縱衛人訓練用的模擬器，並非只是單純操縱而已，而是擁有許多設定好劇本的模式，據說除了在原作第一話中的「殖民地防衛戰」之外，也有在居住區內的戰鬥等模式。而且還有能夠將訓練成績數值化的功能。
雖然十八式所使用的假想訓練裝置是個很容易被當成超級電腦的大型箱子，但是長道在地下所使用的十七式假想訓練裝置則是如同潛水艇一般的球形設計。非常近似於在十九式開發計劃初期所製作的假想訓練裝置，與十九式用的完成品也非常相似。

### 武裝
彈體加速裝置
在衛人右臂所加裝的質量砲，在GCPDS出現後，變成對奇居子戰的主要武器。
超高速彈體加速裝置
在彈體加速裝置上所加裝的伸長砲身零件。擁有比衛人還要多4倍以上的長度。
重質量砲
射出巨大質量實體彈的武器，是希德尼婭與防巡艦的主砲。以埋藏在船體側所各地方的形式收藏，在使用時會打開瞄準目標。圓筒狀的彈體雖然比衛人還要大，但是只能將奇居子擊飛到遠處，並無法打倒奇居子。在GCPDS出現後，發揮出驚人的威力，就算是小眾合船等級的奇居子，只要數發就能夠破壞。
大重質量砲
在重質量砲之上的武器，由貫穿希德尼婭船體中心全長28km的彈體加速裝置射出實體彈。有著能夠讓船體後退的劇烈後座力，不能夠輕易使用。
GCPDS（奇居子本體貫通彈）
將質量彈與穎結合的複合彈，由超高速彈體加速裝置射出，命中時的物理能量將奇居子的胞衣擊飛後，再由人工穎貫穿並破壞奇居子的本體。在GCPDS出現之後，就可以在遠距離殺死奇居子了。
海依格斯粒子砲
使用海依格斯粒子作為能源的武器，安裝於衛人的頭部或是戰鬥艦上。雖然可以將胞衣剝離，但無法破壞奇居子的本體。想要破壞奇居子的本體，就需要使用「穎剌」。
對行星導彈
擁有摧毀行星威力的武器，在破壞接近希德尼婭的小行星時使用，對於活動靈活的目標命中率相當低，別名叫做「行星破壞者」。
穎剌（カビザシ）/刺芽槍
在尖端使用穎所製成的長矛型武器，長度約為衛人的1.5倍。穎無法用已知的一般物質固定及加工，但是由於能夠與奇居子的胞衣接合並固定，所以穎剌的構造是使用胞衣來連接穎與長柄的部份。
基本上由各班的班長機體裝備（被稱為「槍手」），使用的戰法是由其他機體的海依格斯粒子砲等方法將胞衣剝離，再用穎剌貫穿露出來的本體。
希德尼婭目前只有28隻，出擊時只允許衛人使用數隻穎剌而已。裝備穎槍的衛人被擊破的話，就一定要進行回收，如果無法當場回收的話，就會另外執行回收作戰，是重要度非常高的武器。
人工穎刀
將人工穎做為刀刃的格鬥武裝，在高成本實驗機上裝備後，雖然可以將胞衣連同本體一起破壞，但是還處於實驗階段，使用後銳利度會急劇下降。
收納型人工穎剌
收藏在手臂中，使用人工穎製作的小型穎剌。
重力子放射線射出裝置
落合在過去花了數百年的時間所研究的兵器，雖然利用了融合個體的胞衣將其完成，但是內部的構造還是不明。威力相當強，不但可以消滅奇居子，還能夠將行星「9號」的一顆衛星半毀。是除了穎之外，唯一能夠打倒奇居子的武器。雖然實物沒有出現過，但是在作品中曾經在模型店展示出主體套件的模型。這個名稱是在作者數個作品中，都曾經出現過的究極兵器。

### 機動兵器
衛人
希德尼婭所配備的超級機器人的名稱，由於在希德尼婭出航後，還持續的進行開發，雖然其特徵隨著時代而有所差異，不過命名規則則是依照數字加上去。由於故事初期無法使用固定武裝破壞奇居子的本體，所以只能將胞衣剝離後，再使用「穎剌」剌穿才能殺死奇居子。後來出現人工穎之後，就可以使用GCPDS進行遠距離戰鬥。
作者在採訪中提到，在草稿完成之前，利用從萬代所發售的GN-001 能天使鋼彈的1/100模型中取出的部份零件來作畫，完成了衛人的創作。而壽屋所發售的1/100模型，則是以作者新畫的三面圖為基礎，腳長等地方與漫畫中的比例不一樣。
在希德尼婭也存在著衛人的塑膠模型，綠川纈曾經在模型店購入，並且在自己的房間中組裝。
五式衛人
在6世紀以前（小林等人發現穎的時候）所使用的衛人，比現在所使用的衛人還要小，就像是在箱子加上手跟腳一樣的構造。兩手裝備著實體彈的武器。十五式衛人以前的機體雖然基本上沒有搭載海依格斯機關，但是只有西山所搭乘的機體裝備有海依格斯粒子砲。
十五式衛人
因為是舊式的衛人，雖然擁有人型，卻沒有裝備海依格斯機關或是海依格斯粒子砲。所以擁有不被奇居子所查知的優點，在救出蒂露露作戰時再度被啟用。因此能夠行動的時間相當短，戰鬥力也非常低。不知是否是與西山還在現役時的操縱方法相差過大，現在的操縱士無法好好操縱。
十七式衛人
在100年前的「奇居子防禦戰」末期所配備的衛人，是繼衛進行改造的基礎機型。在本篇並沒有實際登場，下記的繼衛在維修上也很辛苦。
繼衛
長道所搭乘的舊式衛人，由於是十七式特別修改的機種，正式名稱為「十七式衛人 白月改 繼衛」。過去是齋藤廣樹的座機，由於在戰爭中非常活躍，是具有歷史意義的名機，在退役後仍然繼續保持並且展示。
在長道搭乘後經過修改，十八式所做得到的事，沒有繼衛辦不到的。雖然外觀與十八式大致相同，但是頭部兩側有鋏型零件，方形的胸部裝甲、裝備在右手的實彈武器，以及對海依格斯射線的塗裝等，與十八式有一些差異。
雖然缺乏備用零件，但是為了回歸戰線而開始再次生產。而且部份的零件可以與十八式或十九式互換。換裝成與十九式相同的胸部裝甲材料，或是增加人工穎等，將武器或裝備升級等，隨時進行著本體近代化的工程，持續改造以供今後使用。預定改造成繼衛改二。
繼衛 蒂露露救出作戰時
為了救出蒂露露到行星「七號」時所進行的改造，由於大眾合船就在衛星軌道上，被奇居子發現的話就不會有生還的可能，所以使用十五式衛人的部份零件，並且拆掉頭部海依格斯粒子砲，背部單元也換裝成非海依格斯的機關，徹底排除與海依格斯粒子及人工穎相關的裝備，降低被奇居子發現的可能性。由於沒有海依格斯機關，所以輸出力大幅下降，動作變得相當笨重。因為只裝備低耗能的武器，而沒有裝備「穎」的機體，無法打倒奇居子，所以被徹底禁止與奇居子交戰。

十八式衛人
現在(第一話的時間點)是衛人操縱士以及訓練生所搭乘的衛人，由岐神開發生產。擁有銳角般的外觀。由於十七式雖然具有高性能但是成本太高，開發想法因此轉變，在將十八式的功能簡化後，就可以進行大量生產。而且還可以將部份的操縱自動化，訓練時間也因此而縮短。
由於是以無重力環境下使用為前提，在具有重力的環境之下，很容易失去平衡而跌倒。對應方法為，變形成四足步行的形態。白色外表並非塗裝而是非金屬材質的顏色，只有關節部份加上對抗海依格斯塗裝。也有如赤井班一樣，給予個人色彩塗裝的例子。
在左肩前方與右肩後方有著與操縱士編號相同的機體編號。
雖然總數量不明，但是在穎剌回收任務時，守備隊的256台加上回收小隊的4台，合計至少有260台機體可運用。
隼風
專門為了十八式衛人所開發的自律支援機，十九式衛人配備後也能夠併用。被稱之為「高速自律支援裝甲」。外觀為細長的四角錐形，能夠將4台衛人連結在裝甲內。中心部份的尖端裝備有人工穎，只要有足夠的速度就可以貫通2、3隻奇居子，而且在加速之後可以分離尖端部份，讓尖端部份朝奇居子撞過去。四片裝甲在分離後會留在衛人身上，除了可以在突入大氣圈時作為防護盾使用之外，還能夠展開滑翔用的膜狀翅膀。

十九式衛人
做為十八式的後繼機種所開發的新型衛人，由東亞重工生產。有著比十八式強化並且經過輕量化的裝甲，而且擁有能夠遠超過十八式四機掌位的加速力，在重力之下也可以使用兩隻腳步行。
二十式衛人
由東亞重工開發中的新型衛人，以繼衛的正式後繼機種為目標，被稱為「繼衛Ⅱ型」。
高成本實驗機
也稱為「特殊新型實驗機」，在二十式衛人開發時先開發的實驗機，生產成本高達十九式的100倍。不知為否實驗機的關係，平面或直線的構造都與前面的衛人機種不同，背部的海依格斯機關也由巨大的四角錐狀的單元，變更為四片翅膀的單元。
使用由落合研究奇居子成果的新材料及新型海依格斯機關，比起以往的機種要輕上許多（大型零件也能用手舉起），擁有即使墜落到行星上也不會損壞的骨架(因此避震器或耐熱等保護駕駛員的功能也大幅提升)，以及以往機種所無法比擬的機動性能，具備融合個體也無法匹敵的規格。
材料的製造與成型都需要大量的時間，只要成型後想要加以改造也非常困難。在救出蒂露露作戰時，無法使用十五式的零件加以改裝，因此還是使用繼衛作為開發基礎。而且搭載機器或武器的還在開發中，所以戰鬥中使用既有的材料所製作的零件一個接著一個的損壞，武器的精準度也大幅下降，是目前最大的問題。
在開發過程中所獲得的技術，也開始回饋給現存的衛人。水城所配備的十九式衛人，也在駕駛艙附近使用與實驗機相同的新材料，使得駕駛員的存活率大幅提升。

### 艦艇
水城
正式名稱為「鶴音型 戰術巡防艦 水城」，在與衛人量產的同時，為了與大合眾船的決戰而建造，是長久以來不曾建造新艦後的新造艦艇。艦長是由同時參與設計的纈擔任，全長為723公尺的巨型艦艇，擁有24台衛人以及1000名的船員，從希德尼婭出發後，不用補給就可以進行長時間的航行。武裝部份也十分充足，裝備有2挺120cm的重質量砲、4挺46cm的重質量砲、1挺高出力的海依格斯粒子砲、12挺20mm機關砲，以及新兵器對奇居子導彈(可以同時鎖定16個目標)。而且除了一般推進之外，還擁有消失在他人眼界中的特殊加速能力。平常由包含纈與掌舵士蒂露露在內的6名艦橋成員所操作，但是在戰鬥時可以全由纈一人控制航行與武器來進行戰鬥。
在規格上可以同時與五艘小鵝笛級的小眾合船對戰並且獲得勝利（即使如此想要對抗大眾合船還是需要1000艘水城），實際上雖說是第一次戰鬥，加上奇居子出乎意料的行動，但是只對上一艘小眾合船，就出現了船體損傷及失去衛人的損失。剧中建成了27艘，在决战时大量战损沉没。
輸送船
在前往行星「七號」時所使用的輸送船，搭載有兩台衛人，以及裝備著質量砲及導彈等武裝。由於不能使用海依格斯機關，所以能量不足，需要繞行並靠近大眾合船。但也因此能夠仔細的觀測大眾合船，發現本體數量密度非常高，實際的數量可能比當初所預測的數量要多上5~10倍。

### 敵人
奇居子
共通紀元2109年人類在太陽系邊緣所遇到的外宇宙生命體，時間幾乎與人類開始使用海依格斯粒子的時期相同。2371年入侵到太陽系的眾合船，在地球投下46隻奇居子後，給予人類毀滅性的打擊。人類從太陽系逃出後，持續糾纏不放的追蹤及攻擊。擁有集中撲向海依格斯粒子與穎的特性，並且會優先攻擊擁有海依格斯粒子與穎的物體。如果沒有海依格斯粒子與穎的話，只要不進入奇居子的探知範圍的話，就可以不被發現。
本體被作為外皮的胞衣整個包覆住，而胞衣的形狀並不一定，也可以重現捕食到的人類的遺傳因子。雖然想要完全殺死奇居子的話，就需要完全排除胞衣，並且使用穎破壞露出來的本體。但是由於胞衣可以急速的再生，所以需要數台衛人合作攻擊。在破壞本體之後，胞衣就會失去控制，並且開始分解為泡沫。不過在本體被破壞前所切離的胞衣，例如胞衣星白，就可以保持完整的形狀，在希德尼婭中也有數個地方保存著被切離後的胞衣。而且像這樣的胞衣獨自攻擊人類的案例很少，至少在希德尼婭中沒有發生過。
這個怪物的名稱在作者數個作品中，都曾經出現過。
眾合船
無數個奇居子的集合體，擁有奇居子的巢穴以及母船的功能。規模較小的稱之為小眾合船。
大眾合船
在長道上到地面的時候，在距離希德尼婭3光年處發現的眾合船，擁有可與行星匹敵的大小。後來移動到雷姆星系中，行星七號的衛星軌道上。
小鵝笛
在希德尼婭破壞氣體行星的時候，在所殘留的碎片中出現的小眾合船。雖然已經稱為「小眾合船二十一」，綠川纈為了識別而特地命名為小鵝笛。推測內含5000隻奇居子，在小鵝笛擊破作戰中，被長道單槍匹馬入侵，巨型本體遭受到長道攻擊後化為泡沫消失。
紅天蛾
在重現星白閑所操縱的數個衛人型奇居子之中，擁有極高戰鬥力的個體。在希德尼婭破壞氣體行星的時候出現，起初被稱之為「奇490」。
三番兩次的消失後，又出現在希德尼婭面前，給予希德尼婭相當大的損害。雖然每次登場都會改變外形，但是外表都會有星白機的機體編號「702」的字樣。內部擁有會發出人語，重現為星白的胞衣。
在谷風和紬前往行星九號，營救由伊札那等人組成的偵查隊的時候再度出現，紬為了讓谷風先行救人而選擇停留與紅天蛾交戰，但紬因為太大意而被重創，之後轉為攻擊谷風，谷風成功接應偵察部隊後正式與其交戰，長道曾經一度陷入苦戰，後來谷風的機體因為電路板被紅天蛾入侵而造成電力停止，紅天蛾入侵衛人駕駛座，谷風與紅天蛾的胞衣星白近距離接觸對峙，最终伊札那重新接回電路板後，谷風將胞衣星白從本體切離，本體被谷風擊破。
在作者的短篇作品「戰翅甲蟲 天蛾」中，也曾經出現類似設計的個體。雖然當初的構想較接近這個作品，並且考慮作為下個作品的要素，但是最後還是變更為王道的內容了。

### 行星
雷姆星系
希德尼婭為了殖民而前進的恒星系，以恒星雷姆為中心，目前確認至少擁有9個行星。
行星「七號」
雷姆星系中的第7顆行星，是個擁有大量水資源的行星，同時也有衛星環繞。來自希德尼婭非武裝主義的殖民者，雖然為了將行星「七號」地球化而在衛星上建立了前哨基地，但是衛星卻被大眾合船整個破壞掉。
行星「九號」
雷姆星系中的第9顆行星，是一顆氣體行星，但是在行星內存在著許多的飄浮大陸，同時也擁有光環及數個衛星。希德尼婭為了與大眾合船對決而前往行星「九號」掌握與奇居子的戰鬥，並且進行從光環收集資源以及訓練等工作。其中一個衛星因為重力子放射線射出裝置而遭到破壞。

## 出版書籍
| 冊數 | 講談社         | 講談社                                                  | 台灣東販       | 台灣東販               | 天下出版       | 天下出版               |
| 冊數 | 發售日期       | ISBN                                                    | 發售日期       | ISBN                   | 發售日期       | ISBN                   |
| ---- | -------------- | ------------------------------------------------------- | -------------- | ---------------------- | -------------- | ---------------------- |
| 1    | 2009年9月23日  | ISBN 978-4-06-314597-7                                  | 2010年1月22日  | ISBN 978-986-251-133-6 | 2010年4月12日  | ISBN 978-888-8031-23-1 |
| 2    | 2010年2月23日  | ISBN 978-4-06-310633-6                                  | 2010年4月23日  | ISBN 978-986-251-171-8 | 2010年10月25日 |                        |
| 3    | 2010年7月23日  | ISBN 978-4-06-310680-0                                  | 2011年3月10日  | ISBN 978-986-251-418-4 | 2011年5月19日  |                        |
| 4    | 2010年12月22日 | ISBN 978-4-06-310716-6                                  | 2011年8月24日  | ISBN 978-986-251-524-2 | 2011年9月28日  |                        |
| 5    | 2011年5月23日  | ISBN 978-4-06-310753-1                                  | 2012年2月1日   | ISBN 978-986-251-659-1 | 2012年2月3日   |                        |
| 6    | 2011年10月21日 | ISBN 978-4-06-310783-8                                  | 2012年9月27日  | ISBN 978-986-251-839-7 | 2012年11月27日 | ISBN 978-988-8100-39-2 |
| 7    | 2012年3月23日  | ISBN 978-4-06-387812-7                                  | 2013年12月27日 | ISBN 978-986-331-244-4 | 2013年7月2日   | ISBN 978-988-8213-41-2 |
| 8    | 2012年7月23日  | ISBN 978-4-06-387833-2                                  | 2014年3月27日  | ISBN 978-986-331-315-1 |                |                        |
| 9    | 2012年12月21日 | ISBN 978-4-06-387853-0                                  | 2014年6月24日  | ISBN 978-986-331-392-2 |                |                        |
| 10   | 2013年5月23日  | ISBN 978-4-06-387886-8                                  | 2016年4月18日  | ISBN 978-986-475-001-6 |                |                        |
| 11   | 2013年10月23日 | ISBN 978-4-06-387928-5                                  | 2018年4月23日  | ISBN 978-986-475-647-6 |                |                        |
| 12   | 2014年3月20日  | ISBN 978-4-06-387965-0                                  | 2018年6月21日  | ISBN 978-986-475-701-5 |                |                        |
| 13   | 2014年8月22日  | ISBN 978-4-06-358707-4（特裝版） ISBN 978-4-06-387991-9 | 2018年8月17日  | ISBN 978-986-475-736-7 |                |                        |
| 14   | 2015年2月23日  | ISBN 978-4-06-388033-5                                  | 2018年10月22日 | ISBN 978-986-475-813-5 |                |                        |
| 15   | 2015年11月20日 | ISBN 978-4-06-358791-3（限定版） ISBN 978-4-06-388102-8 | 2018年12月20日 | ISBN 978-986-475-866-1 |                |                        |

| 冊數 | 講談社         | 講談社                 | 玉皇朝        | 玉皇朝                 |
| 冊數 | 發售日期       | ISBN                   | 發售日期      | ISBN                   |
| ---- | -------------- | ---------------------- | ------------- | ---------------------- |
| 1    | 2017年10月23日 | ISBN 978-4-06-510569-6 | 2019年5月3日  | ISBN 978-988-8584-16-1 |
| 2    | 2017年10月23日 | ISBN 978-4-06-510562-7 | 2019年6月3日  | ISBN 978-988-8584-17-8 |
| 3    | 2017年11月21日 | ISBN 978-4-06-510563-4 | 2019年7月26日 | ISBN 978-988-8584-29-1 |
| 4    | 2017年11月21日 | ISBN 978-4-06-510565-8 | 2019年8月30日 | ISBN 978-988-8584-30-7 |
| 5    | 2017年11月21日 | ISBN 978-4-06-510567-2 | 2019年10月5日 | ISBN 978-988-8584-31-4 |
| 6    | 2017年12月22日 | ISBN 978-4-06-510590-0 | 2019年11月8日 | ISBN 978-988-8584-65-9 |
| 7    | 2017年12月22日 | ISBN 978-4-06-510591-7 | 2020年1月13日 | ISBN 978-988-8584-67-3 |

## 電視動畫
動畫第一季於2014年4月開始播放，並於同年6月播映完畢。
動畫第二季于2014年11月23日，在《希德尼娅的骑士》二期的先行上映会上首次释出，此次上映会释出的为第二季的第一、二话，两话内容为《第九行星战役》。

### 製作人員
- 原作：貳瓶勉（講談社「月刊Afternoon」連載）
- 企劃：森山敦、鈴木伸育、鹽田周三
- 監督：靜野孔文（第1季）→瀨下寬之（第2季）
- 副監督：瀨下寬之（第1季）→安藤裕章、吉平直弘（第2季）
- 系列構成：村井貞之
- 製作設計：田中直哉
- 角色設計：森山佑樹
- 美術監督：西野隆世
- 色彩設計：野地弘納
- 造型監督：片塰滿則
- CG監督︰上本雅之、長崎高士（第1季）→菅井進（第2季）
- 動畫導演︰
- 演出︰安藤裕章
- 戰鬥精緻化︰大串映二
- 編輯：吉平直弘
- 音響監督：岩浪美和
- 音樂：朝倉紀行
- 音樂制作：STARCHILD
- 執行製片人：中西豪、松下卓也、守屋秀樹、丸山博雄
- 製片人：山中隆弘、山崎慶彥、石丸健二、橋本龍
- 副製片人：樫村勉、武智恒雄
- 動畫製作：Polygon Pictures（日语：ポリゴン・ピクチュアズ）
- 製作：東亞重工動畫製作局、MBS

### 主題曲
第一季
片頭曲
作詞：atsuko，作曲：atsuko、KATSU，編曲：KATSU，主唱：angela
片尾曲「掌 -show-」
作詞：喜多村英梨、河合英嗣，作曲、編曲：河合英嗣，主唱：喜多村英梨
第二季
片頭曲「騎士進行曲（騎士行進曲）」
作詞：atsuko，作曲：atsuko、KATSU，編曲：KATSU，主唱：angela
片尾曲「安魂曲 -安靈彌撒-（鎮魂歌 -レクイエム-）」
作詞、作曲、編曲：大隅知宇，主唱：
先行上映版片尾曲「一筋の光明（ひかり）」
作詞：岩佐麻紀，作曲、編曲：渡邊亮希，主唱：

### 各話列表
| 話數   | 日文標題 | 中文標題 | 劇本                      | 分鏡                                                     | 演出     | 動畫導演 |
| 第一季 | 第一季   | 第一季   | 第一季                    | 第一季                                                   | 第一季   | 第一季   |
| ------ | -------- | -------- | ------------------------- | -------------------------------------------------------- | -------- | -------- |
| #01    |          | 初戰     | 村井貞之                  | 安藤裕章、大串映二                                       | 安藤裕章 |          |
| #02    |          | 星空     | 村井貞之                  | 末田宜史、大串映二                                       | 安藤裕章 |          |
| #03    |          | 榮光     | 村井貞之                  | 增井壮一                                                 | 安藤裕章 |          |
| #04    |          | 選擇     | 山田哲彌                  | 龜井隆                                                   | 安藤裕章 |          |
| #05    |          | 漂流     | 村越繁                    | 安藤裕章                                                 | 安藤裕章 |          |
| #06    |          | 敬禮     | 村井貞之                  | 安藤裕章                                                 | 安藤裕章 |          |
| #07    |          | 覺悟     | 村越繁                    | 阿部記之                                                 | 安藤裕章 |          |
| #08    |          | 不死     | 山田哲彌                  | 森田宏幸                                                 | 安藤裕章 |          |
| #09    |          | 眼差     | 村井貞之                  | 城所聖明                                                 | 安藤裕章 |          |
| #10    |          | 決心     | 村越繁                    | 安藤裕章                                                 | 安藤裕章 |          |
| #11    |          | 衝突     | 山田哲彌                  | 森田宏幸                                                 | 安藤裕章 |          |
| #12    |          | 歸艦     | 村井貞之                  | 森田宏幸                                                 | 安藤裕章 |          |
| 第二季 |          |          |                           |                                                          |          |          |
| #01    |          | 糾葛     | 村井貞之                  | 森田宏幸、大串映二                                       | 吉平直弘 | 永園玲仁 |
| #02    |          | 能力     | 村越繁                    | 森田宏幸、大串映二                                       | 安藤裕章 | 永園玲仁 |
| #03    |          | 針路     | 山田哲彌                  | 森田宏幸、大串映二                                       | 吉平直弘 | 永園玲仁 |
| #04    |          | 激昂     | 山田哲彌                  | 安藤裕章、大串映二                                       | 安藤裕章 | 永園玲仁 |
| #05    |          | 願望     | 村越繁                    | 福島宏之                                                 | 吉平直弘 | 永園玲仁 |
| #06    |          | 起動     | 村井貞之                  | 福島宏之、森田宏幸                                       | 安藤裕章 | 永園玲仁 |
| #07    |          | 鳴動     | 村井貞之                  | 森田宏幸                                                 | 吉平直弘 | 永園玲仁 |
| #08    |          | 再會     | 村越繁                    | 島津裕行、森田宏幸                                       | 安藤裕章 | 永園玲仁 |
| #09    |          | 任務     | 村越繁                    | 福島宏之、吉川浩司 大串映二                              | 吉平直弘 | 永園玲仁 |
| #10    |          | 進入     | 山田哲彌                  | 吉川浩司、森田宏幸 大串映二                              | 安藤裕章 | 永園玲仁 |
| #11    |          | 邂逅     | 山田哲彌                  | 島津裕行、大串映二                                       | 吉平直弘 | 永園玲仁 |
| #12    |          | 決戰     | 村井貞之、村越繁 山田哲彌 | 森田宏幸、大串映二 福島宏之、安藤裕章 島津裕行、吉川浩司 | 不適用   | 永園玲仁 |

### 播放電視台
日本深夜動畫：下文記載的日本国内播放時間使用日本標準時間（UTC+9）表示。因為部分時間标识會採用30小时制，因此請留意这类超过24:00的时间，其實際播放時間為翌日清晨。
| 播放地區   | 播放電視台   | 播放日期               | 播放時間（UTC+9）         | 所屬聯播網          | 備註            |
| ---------- | ------------ | ---------------------- | ------------------------- | ------------------- | --------------- |
| 近畿廣域圈 | 每日放送     | 2014年4月10日－6月26日 | 星期四 25時49分－26時19分 | 日本新聞網          | 製作局 字幕放送 |
| 關東廣域圈 | TBS電視台    | 2014年4月11日－6月27日 | 星期五 25時55分－26時25分 | 日本新聞網          | 字幕放送        |
| 中京廣域圈 | 中京電視台   | 2014年4月11日－6月27日 | 星期五 26時37分－27時07分 | 日本新聞網          |                 |
| 日本全國   | BS-TBS       | 2014年4月12日－6月28日 | 星期六 24時00分－24時30分 | 日本新聞網 衛星電視 |                 |
| 日本全國   | AT-X         | 2014年4月22日－        | 星期二 23時00分－23時30分 | 衛星電視            | 有重播          |
| 台灣       | MY 101綜合台 | 2014年4月19日－        | 星期六 23時00分－24時00分 | MOD                 | 有重播          |

### BD / DVD
| 巻                        | 发售日         | 收录           | 規格品番   | 規格品番  |
| 巻                        | 发售日         | 收录           | BD         | DVD       |
| 第1期                     | 第1期          | 第1期          | 第1期      | 第1期     |
| ------------------------- | -------------- | -------------- | ---------- | --------- |
| 1                         | 2014年5月28日  | 第1話－第2話   | KIXA-90429 | KIBA-2116 |
| 2                         | 2014年6月25日  | 第3話－第4話   | KIXA-90430 | KIBA-2117 |
| 3                         | 2014年7月23日  | 第5話－第6話   | KIXA-90431 | KIBA-2118 |
| 4                         | 2014年8月27日  | 第7話－第8話   | KIXA-90432 | KIBA-2119 |
| 5                         | 2014年9月24日  | 第9話－第10話  | KIXA-90433 | KIBA-2120 |
| 6                         | 2014年10月22日 | 第11話－第12話 | KIXA-90434 | KIBA-2121 |
| 「劇場版 シドニアの騎士」 |                |                |            |           |
| 1                         | 2015年3月25日  |                | KIXA-493   | KIBA-2186 |
| 第2期                     |                |                |            |           |
| 1                         | 2015年4月29日  | 第1話－第2話   | KIXA-90511 | KIBA-2199 |
| 2                         | 2015年5月27日  | 第3話－第4話   | KIXA-90512 | KIBA-2200 |
| 3                         | 2015年6月24日  | 第5話－第6話   | KIXA-90513 | KIBA-2201 |
| 4                         | 2015年7月22日  | 第7話－第8話   | KIXA-90514 | KIBA-2202 |
| 5                         | 2015年8月26日  | 第9話－第10話  | KIXA-90515 | KIBA-2203 |
| 6                         | 2015年9月30日  | 第11話－第12話 | KIXA-90516 | KIBA-2204 |

### CD
| 发售日           | 名称                                      | 規格品番   |
| ---------------- | ----------------------------------------- | ---------- |
| 2014年5月21日    | シドニア (曲)                             | KICM-3277  |
| 2014年5月21日    | 掌 -show-                                 | KICM-91517 |
| 2014年6月25日    | シドニアの騎士 オリジナルサウンドトラック | KICA-3220  |
| 2015年2月4日     | 一筋の光明                                | KICM-1569  |
| 2015年4月29日    | 騎士行進曲                                | KICM-3289  |
| 2015年6月3日予定 | 鎮魂歌 -レクイエム-                       | KICM-91595 |

## 劇場版動畫
- 《劇場版 銀河騎士傳》

於2015年3月6日限定兩週上映，本作是將電視動畫第一季全12集內容再編輯並濃縮而成的總集篇，此外也新增了一些全新畫面及音效。
- 《銀河騎士傳 織愛之星》

於2021年6月4日上映，故事設定在電視動畫第二季的十年之後，並由作者參與監修、以原作為基礎改編成原創劇情。台灣於2021年8月20日上映。

### 主題曲
劇場版 銀河騎士傳
主題曲
作詞：atsuko，作曲：atsuko、KATSU，主唱：angela
銀河騎士傳 織愛之星
片尾曲
作詞、作曲：中田康貴，主唱：越島稔子（CAPSULE）
插曲「/「小林艦長」歌唱」
作詞、作曲：中田康貴，主唱：越島稔子（CAPSULE）

## 外部連結
- 漫畫
  - （日語）銀河騎士傳 / 貳瓶勉 （页面存档备份，存于） - Afternoon公式網站
  - （日語）銀河騎士傳 - 講談社COMIC PLUS
  - （日語）銀河騎士傳 擔當編輯的X（前Twitter）
- 電視動畫
  - （日語）《銀河騎士傳》電視動畫公式網站 （页面存档备份，存于）
  - （日語）《銀河騎士傳》電視動畫網站（MBS每日放送） （页面存档备份，存于）
  - （日語）《銀河騎士傳》AT-X電視台動畫介紹  （页面存档备份，存于）
  - （日語）《銀河騎士傳》b-ch萬代頻道網路直播專題  （页面存档备份，存于）
  - （日語）《銀河騎士傳》GyaO!網路直播專題 
  - （日語）《銀河騎士傳》NICONICO網路直播專題  （页面存档备份，存于）
  - （日語）電視動畫《銀河騎士傳》的X（前Twitter）
  - （简体中文）《希德尼娅的骑士》爱奇艺独播专区 （页面存档备份，存于）
- 劇場版動畫
  - （日語）《銀河騎士傳 織愛之星》發行商KLOCKWORX官網介紹 （页面存档备份，存于）